# Technomyrmex laurenti
Technomyrmex laurenti é uma espécie de formiga do gênero Technomyrmex.